# Епархия Йопаля

Герб епархии Йопаля

Епархия Йопаля (лат. Dioecesis Yopalensis) — епархия Римско-Католической церкви с центром в городе Йопаль, Колумбия. Епархия Йопаля входит в митрополию Тунхи. Кафедральным собором епархии Йопаля является церковь святого Иосифа.

## История
29 октября 1999 года Римский папа Иоанн Павел II издал буллу «Sollertem curam», которой учредил епархию Йопаля на основе территории упразднённого апостольского викариата Касанаре и части территории епархии Дуитамы-Согамосо.

## Ординарии епархии
- епископ Misael Vacca Ramírez (22.06.2001 — по настоящее время).

## Источник
- Annuario Pontificio, Libreria Editrice Vaticana, Città del Vaticano, 2003, ISBN 88-209-7422-3
- Булла Sollertem curam  (лат.)